# Crăsnișoara Nouă, Storojineț
Crăsnișoara Nouă, întâlnit și sub forma Huta Nouă (în ucraineană Нова Красношора, transliterat Nova Krasnoșora și în germană Neuhütte) este un sat în raionul Storojineț din regiunea Cernăuți (Ucraina), depinzând administrativ de comuna Ciudei. Are 191 locuitori, preponderent români.
Satul este situat la o altitudine de 422 metri, se află pe malul râului Ciudeiu, în partea de centru a raionului Storojineț, la vest de satul Ciudei.

## Istorie
Localitatea Crăsnișoara Nouă a făcut parte încă de la înființare din regiunea istorică Bucovina a Principatului Moldovei. În ianuarie 1775, ca urmare a atitudinii de neutralitate pe care a avut-o în timpul conflictului militar dintre Turcia și Rusia (1768-1774), Imperiul Habsburgic (Austria de astăzi) a primit o parte din teritoriul Moldovei, teritoriu cunoscut sub denumirea de Bucovina. După anexarea Bucovinei de către Imperiul Habsburgic în anul 1775, localitatea Crăsnișoara Nouă a făcut parte din Ducatul Bucovinei, guvernat de către austrieci, făcând parte din districtul Storojineț (în germană Storozynetz). 
După Unirea Bucovinei cu România la 28 noiembrie 1918, satul Crăsnișoara Nouă a făcut parte din componența României, în Plasa Flondoreni a județului Storojineț. Pe atunci, majoritatea populației era formată din germani. În anul 1925 satul a fost inclus în comuna Ciudei.
Ca urmare a Pactului Ribbentrop-Molotov (1939), Bucovina de Nord a fost anexată de către URSS la 28 iunie 1940, reintrând în componența României în perioada 1941-1944. Bucovina de Nord a fost reocupată de către URSS în anul 1944 și integrată în componența RSS Ucrainene. 
Începând din anul 1991, satul Crăsnișoara Nouă face parte din raionul Storojineț al regiunii Cernăuți din cadrul Ucrainei independente. Conform recensământului din 1989, numărul locuitorilor care s-au declarat români plus moldoveni era de 316 (315+1), adică 73,65% din populația localității. În sat, mai locuiau 98 ucraineni, 12 poloni și 3 ruși . În prezent, satul are 191 locuitori, preponderent români.

## Demografie
Componența lingvistică a localității Crăsnișoara Nouă
     Ucraineană (71,2%)
     Română (23,56%)
     Polonă (4,71%)
     Alte limbi (0,52%)
Conform recensământului din 2001, majoritatea populației localității Crăsnișoara Nouă era vorbitoare de ucraineană (71,2%), existând în minoritate și vorbitori de română (23,56%) și polonă (4,71%).
1930: 768 (recensământ)
1989: 429 (recensământ)
2007: 191 (estimare)

### Recensământul din 1930
Componența etnică a comunei Crăsnișoara Nouă (județul Storojineț)
     Români (20,05%)
     Germani (79,03%)
     Altă etnie (0,92%)
Componența confesională a comunei Crăsnișoara Nouă
     Ortodocși (19,53%)
     Romano-catolici (79,55%)
     Altă religie (0,92%)
Conform recensământului efectuat în 1930, populația comunei Crăsnișoara Nouă se ridica la 768 locuitori. Majoritatea locuitorilor erau germani (79,03%), cu o minoritate de români (20,05%). Alte persoane s-au declarat: polonezi (1 persoană) și evrei (6 persoane). Din punct de vedere confesional, majoritatea locuitorilor erau romano-catolici (79,55%), dar existau și ortodocși (19,53%). Alte persoane au declarat: evanghelici\luterani (1 persoană) și mozaici (6 persoane).